# Yudai Okuda
Yudai Okuda (japanisch 奥田 雄大 Okuda Yuda; * 1. Mai 1997 in Komatsushima, Präfektur Tokushima) ist ein japanischer Fußballspieler.

## Karriere
Yudai Okuda erlernte das Fußballspielen in der Jugendmannschaft von Tokushima Vortis sowie in den Schulmannschaften der Tokushima High School und des National Institute of Fitness and Sports Kanoya. Seinen ersten Vertrag unterschrieb er am 1. Februar 2020 bei seinem Jugendverein Tokushima Vortis. Der Verein aus Tokushima, einer Stadt in der Präfektur Tokushima, spielte in der zweiten japanischen Liga. Ende der Saison feierte er mit dem Verein die Meisterschaft und den Aufstieg in die erste Liga. Die Saison 2021 spielte er auf Leihbasis beim Viertligisten Iwaki FC. Am Ende der Saison feierte er mit Iwaki die Meisterschaft und den Aufstieg in die dritte Liga. Für den Verein aus Iwaki absolvierte er 23 Viertligaspiele. Im Februar 2022 wechselte er wieder auf Leihbasis zum Drittligisten Tegevajaro Miyazaki. Sein Drittligadebüt für den Verein aus Miyazaki gab Yudai Okuda am 13. März 2022 (1. Spieltag) im Heimspiel gegen Vanraure Hachinohe. Hier wurde er in der 90.+1 Minute für Yūta Shimozawa eingewechselt. Tegevajaro gewann das Spiel 2:0. Für Miyazaki bestritt er 23 Drittligaspiele. Nach Vertragsende bei Tokushima Vortis wechselte er im Februar 2023 zum Drittligisten Kamatamare Sanuki.

## Erfolge
Tokushima Vortis
- Japanischer Zweitligameister: 2020  ▲

Iwaki FC
- Japanischer Viertligameister: 2021  ▲